# Markus Toivonen

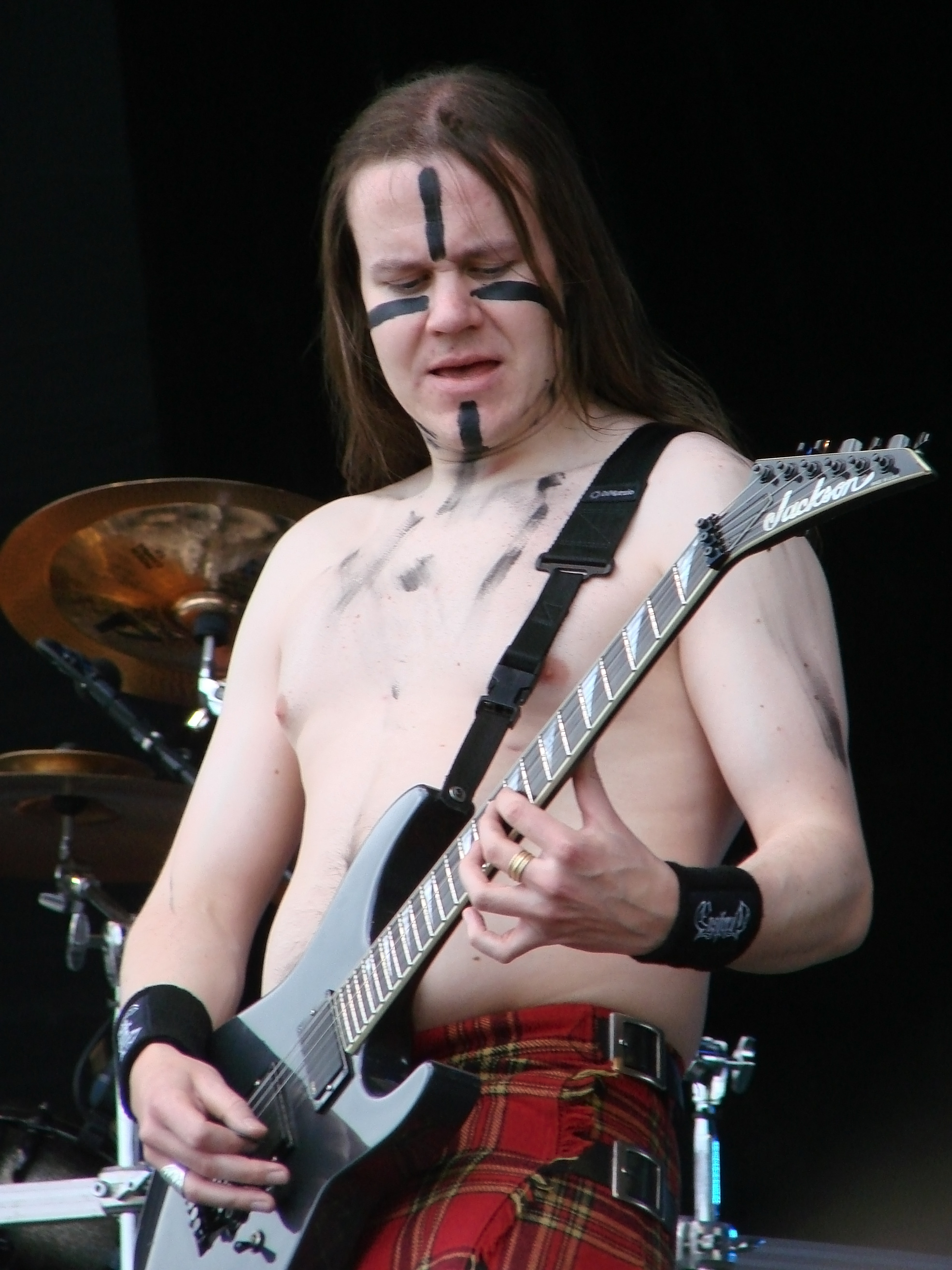
Markus Toivonen bei einem Auftritt mit Ensiferum

Markus Toivonen (* 1979) ist ein finnischer Metal-Gitarrist sowie Gründungs- und aktives Mitglied der finnischen Folk-Metal-Band Ensiferum.

## Leben
Vor Ensiferum spielte er in der Band Dark Reflections, die hauptsächlich Gruppen wie Megadeth oder Pantera coverte. Neben Ensiferum ist er noch in der humoristischen Progressive-Metal-Band Speden Timantit involviert.
Bei der Gründung von Ensiferum war Toivonen der Initiator, nachdem ihn die Mitgliedschaft bei Dark Reflections nicht inspiriert hatte. Außerdem zeigte er großes Interesse für Folkmusik sowie für Melodic-Death-Metal-Bands wie Dark Tranquillity und Amorphis, die er später im Beiheft zum Album Ensiferum neben Iron Maiden, Manowar und Judas Priest auch als musikalische Einflüsse anführt. Daraufhin fragte Toivonen den Schlagzeuger von Dark Reflections, Kimmo Miettinen, ob er mit ihm eine Band gründen wolle. Miettinen stimmte zu, während später noch Sauli Savolainen zur Band stieß und die Besetzung mit dem zweiten Gitarristen und Sänger Jari Mäenpää komplettiert wurde.
Auf den Veröffentlichungen von Ensiferum zeigt sich Toivonen hauptsächlich für Gitarren verantwortlich. Allerdings tritt er, vor allem nach dem Ausstieg von Mäenpää, auch als Sänger für den Klar- bzw. Hintergrundgesang auf. Daneben spielt er vereinzelt Perkussionsinstrumente, so zum Beispiel beim Lied Goblins’ Dance auf Bierflaschen auf dem Album Ensiferum.